# Regina Silveira
Regina Silveira (Porto Alegre, 18 de janeiro de 1939) é uma artista plástica e arte-educadora brasileira.

## Formação
Iniciou sua formação em Porto Alegre, tendo se formado no Instituto de Artes da UFRGS em 1959, e estudado pintura e gravura com Iberê Camargo e estabelecido com ele duradoura convivência.
No ano de 1980 concluiu mestrado, Escola de Comunicação e Artes (ECA) da Universidade de São Paulo (USP), sob orientação de Wolfgang Pfeiffer, com a dissertação Anamorfas.
Doutora em 1984, orientada novamente por Wolfgang Pfeiffer, também pela ECA-USP, defendendo a tese Simulacros.
Com intensa atuação no campo das artes nos anos 1970, contribuiu para o estabelecimento da arte conceitual no Brasil.

## Carreira
Começou a trabalhar como ilustradora e pintora e chegou a fazer xilogravuras com pacientes do Hospital Psiquiátrico de Porto Alegre, de onde surgiu uma de suas primeiras séries, "As Loucas". Surgem viagens para a Europa, onde entrou em contato com a arte conceitual. Neste período casa-se com o artista conceitual espanhol Julio Plaza. Entre 1969 e 1973 o casal passou a lecionar na Universidade de Puerto Rico no Campus de Mayaguez para em seguida mudarem-se para São Paulo em 1974. A partir do convite de Walter Zanini, Regina lecionou na Fundação Armando Álvares Penteado entre 1973 e 1985 e mais tarde na Universidade de São Paulo entre 1974 e 1994, e na pós-graduação da Universidade de São Paulo até meados do anos 2000.
Regina Silveira foi estudante de artistas renomados nas áreas de pintura e gravura. Dentre seus professores estão Aldo Locatelli, Ado Malagoli, Iberê Camargo e Francisco Stockinger.
Nos anos 1970 executou séries de gravuras com malhas e perspectivas como Labirintos, "Labirintos para Abutres" e "Armadilha para Executivos". Começou a utilizar imagens fotográficas e procedimentos fotomecânicos nas gravuras das séries Middle Class & Co., "Destruturas Urbanas" e Jogos de Arte, e passou a atuar no circuito da mail art. Neste período tornou-se importante artista multimídia e pioneira da vídeo-arte no país.

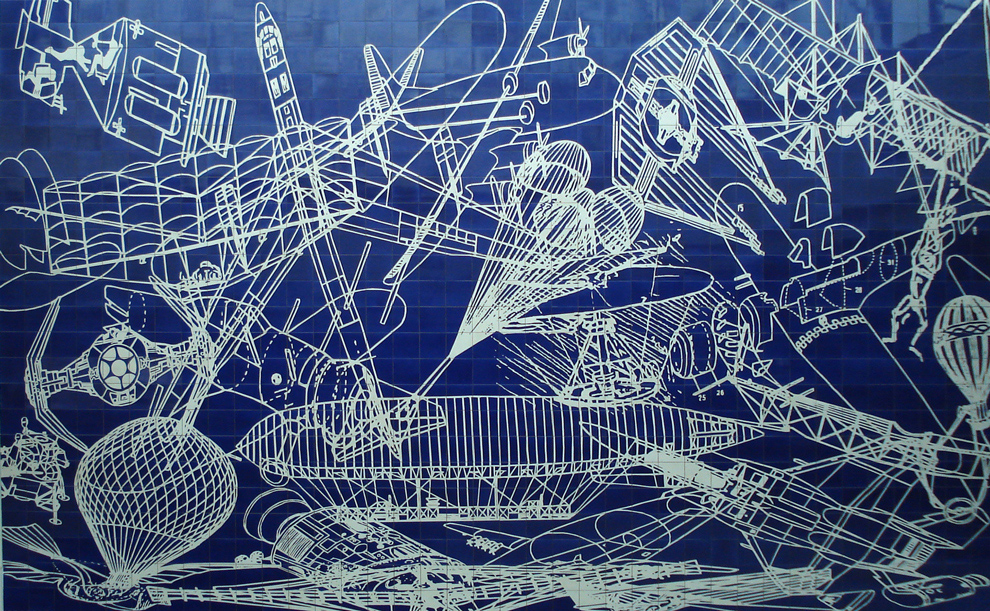
Ex Orbis, 2001, painel sobre a história da aviação no aeroporto de Porto Alegre

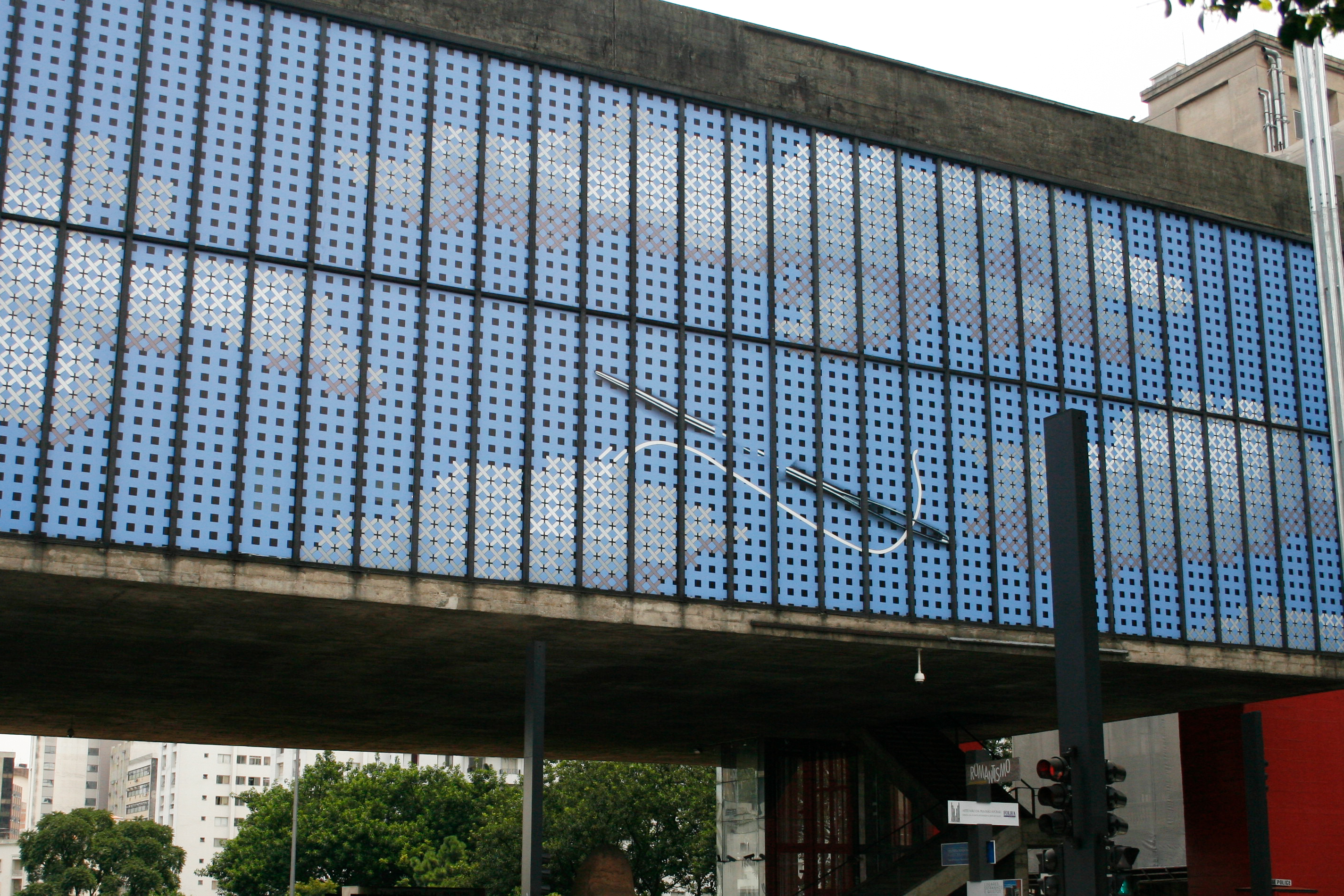
Tramazul no MASP, em 2011

Na década de 1980, como parte de seu projeto de Doutorado em Artes pela Universidade de São Paulo, realizou a importante série Anamorfas, sobre as distorções da perspectiva, um complexo de gravuras e desenhos que lhe abriram novos horizontes. Logo depois, outro importante trabalho, Simulacros, foi fruto do uso de sistemas artificiais para a construção das formas no espaço. A partir da década de 1990 iniciou uma longa sequencia de instalações de grande formato e obras públicas utilizando meios de produção gráfica próprios de comunicação de massa para criar intervenções em espaços arquitetônicos. Entre as mostras importantes do período, destacam-se Lumen, 2005 (Palácio de Cristal, Museo Reina Sofia, Madrid (2005); Tropel Reversed, 2009, no Køge Art Museum, Denmark; Linha de Sombra (2009) no Centro Cultural Banco do Brasil, Rio de Janeiro; Abyssal, na galeria Atlas Sztuki (2010), em Lodz, Poland; 1001 Dias e Outros Enigmas, na Fundação Iberê Camargo, Porto Alegre, Brasil (2011), Offscale, na Galeria Luciana Brito, São Paulo (2013) e "El Sueño de Mirra y Otras Constelaciones" no Museu Amparo, Puebla, México (2014).
Entre grandes eventos e Bienais, participou das Bienais de São Paulo em 1983 e 1998, na Bienal do Mercosul (2001, 2011), e na VI Bienal de Taipei (2006), além de mostras “Brazil: Body and Soul”, no Guggenheim Museum, New York (2001); “Philagrafika 2010”, na Philadelphia e a “ Mediations Biennale”, Poznan, Polônia (2012).
A artista recebeu bolsas da John Simon Guggenheim Foundation (1990), da Pollock-Krasner Foundation (1993) e da Fulbright Foundation (1994). A artista recebeu prêmios da Fundação Bunge Prêmio nas Artes em 2009, o Grande Prêmio da Crítica, dado ao trabalho Tramazul, executado no MASP (2010/2011) pela APCA (Associação dos Críticos de arte de São Paulo) em 2011.